# Sciron glaber
Sciron glaber är en stekelart som beskrevs av Berry 1990. Sciron glaber ingår i släktet Sciron och familjen brokparasitsteklar. Inga underarter finns listade i Catalogue of Life.